# Сайле
Сайле (сом. Degmada Saylac) — район Сомалі, розташований у автономній провінції Авдал. Територіальну автономію оспорює самопроголошена держава Сомаліленд, котру міжнародне суспільство вважає частиною Сомалі.